# 집비둘기
집비둘기(Columba livia domestica)는 바위비둘기가 인간에 의해 세계 각지에 방생된 후 리비아 원산의 비둘기에서 독자적으로 분화된 개체이다.
한국어에서 집비둘기라고 부르는 것은 1527년 훈몽자회와 1596년 동의보감에서 발견되며 발합(鵓鴿)이라고도 불렀다. 영미권에서 집비둘기(Feral pigeon)는 야생 뿐만 아니라 인간에 의해 방생된 종을 포함한다.
야생화된 집비둘기는 세계 곳곳에서 침입종으로 간주된다.

## 역사
정확한 시기를 특정할 순 없지만 기원전 12000년부터 10000년 사이에 사람의 손에 길러지기 시작한 몇몇 야생개체가 개나 돼지와 함께 최초로 가축화되기 시작한 동물 중 하나였다고 생각된다. 가축으로 운송되면서 다양한 시기, 다양한 장소로 퍼지게 되었고 모종의 이유로 방생된 몇몇 개체가 야생화되기 시작한 것이 집비둘기의 시초였다. 또한 통신 목적으로 이용하던 전서구가 야생으로 돌아가면서 집비둘기에 영향을 줬다.
동부 지중해 지역에서는 조화 또는 헤라클라스의 상징으로 받아들여졌으며 고대 이집트에서는 제사 음식과 종교 의식에 비둘기가 사용되었다는 점에서 서양에서는 일찍이 가축화되었음을 짐작할 수 있다. 영국의 경우 노르만족의 침략 과정에서 집비둘기가 유입되었으며 이 비둘기는 영국의 야생 개체 뿐만 아니라 스코틀랜드 지역의 비둘기에게까지 영향을 줬다. 가축화의 중요한 사례로 언급되는 고대 동아시아 지역에서 비둘기를 가축화했었다는 구체적인 자료는 부족하지만, 메소포타미아지역에서 주인공으로 비둘기가 등장하는 신화, 비둘기를 묘사한 값비싼 장신구 및 신전 건축에 쓰이는 테라코타 벽돌이 발견되었던 만큼 아시아 지역에서 비둘기가 가축화되지 않았다고 단정지을 순 없다. 또한 수메르 지역에 있었던 아카드 제국의 설형문자 점토판에는 비둘기를 나타내는 글자가 있었다.
북아메리카의 집비둘기는 1606년 미국 버지니아주와 캐나다 노바스코샤주에서 아메리카에 건너온 유럽인들에 의해 전파되었으며 하와이섬에는 1796년 전파되었다.
집비둘기의 조상인 바위비둘기는 절벽과 바위틈새를 서식지로 하며 곡식을 주식으로 하는 새였는데 이러한 습성은 집비둘기가 곡물 위주의 음식물쓰레기를 먹고 인간이 지어놓은 건물에 둥지를 트는 등, 인간 거주지와 집비둘기 서식지를 더욱 밀접하게 연결짓는 요소가 되었다. 이러한 인간 의존적인 생태는 농업기술과 건축기술의 발전에 따라 더더욱 도드라졌으며 생활범위가 확대되고 환경에 대한 관심이 높아짐에 따라 도시공해문제로 대두되었다.

## 생태

### 번식
햇빛이 잘 들고 높은 곳에 진흙과 나뭇가지를 이용해 둥지를 지으며 먹이조건만 맞으면 1년 내내 번식하는 것이 가능하지만 주로 여름과 봄·가을에 번식한다. 암수 교대로 알을 품으며 수컷은 주로 주변을 경계하거나 둥지재료를 찾으러 다니는 역할을 한다. 알을 품는 기간은 13일에서 20일 정도로 평균적으로 15일 정도가 걸리며 이렇게 품은 알의 부화율은 여름에 더 높다.
이렇게 부화한 새끼는 암수가 모두 보살피며 이때 다른 비둘기 종과는 달리 암수 모두 새끼에게 먹일 크롭밀크(crop milk)가 나오는데, 이는 연중 번식이 가능한 이유이기도 하다.

### 먹이
도시의 여느 새와 다르지 않게 빵과 같은 조리된 밀가루 음식은 집비둘기가 1년 내내 먹을 수 있는 먹이이지만 밀가루 음식 섭취량은 7월에 가장 많은데, 이는 레저·야외활동의 증가로 인해 비둘기에게 먹이를 주는 행위가 많아지기 때문인 것으로 보인다. 8월이 되면 경작지에서 먹이를 얻을 수 있게 되는데 밀이 주된 먹이인 것은 바뀌지 않지만 경작지 인근에서 먹이를 얻을 수 있게 되어 먹이 비율에 변화가 생긴다. 일부 개체는 9월 추수기간이 되면 추수하고 남은 먹이를 먹기 위해 농경지로 이동하지만 나머지 개체들은 사람들에게서 먹이를 얻을 수 있는 한 농경지로 이동하지 않고 도시에 남아 있는다. 추수기간 동안 정확히 하루 일과의 얼마 만큼, 어느 만큼의 개체가 도시에서 농경지로 이동하여 먹이를 찾는 건지는 알려지지 않았으나 많은 개체는 그 시기에 먹어둔 먹이로 새끼를 기른다. 인간에게서 얻은 먹이 중 조리된 음식, 그 지역에서 재배되는 않는 곡류 섭취는 거의 모든 개체에서 발견되지만 농작물 섭취는 주로 추수가 끝난 농경지에서 그 비율이 가장 높다. 그 외의 경우 상태가 불량하고 비위생적인 곡물류의 섭취가 주를 이룬다. 인간이 재배하지 않는 야생 식물의 씨앗의 경우 싱아, 별꽃, 그 외 잔디 종류의 씨앗을 먹기도 하나 그 양은 매우 적다.

### 학습
집비둘기는 인간들이 먹이를 준다는 것을 학습할 수 있으며, 사람들이 먹이를 주는 곳에서 기다리는 습성 또한 가지고 있다. 이러한 학습과정은 농경지에서도 관찰되며 그 농경지에서는 도시에서 이동해온 무리를 관찰할 수 있다.

## 바위비둘기와의 차이점

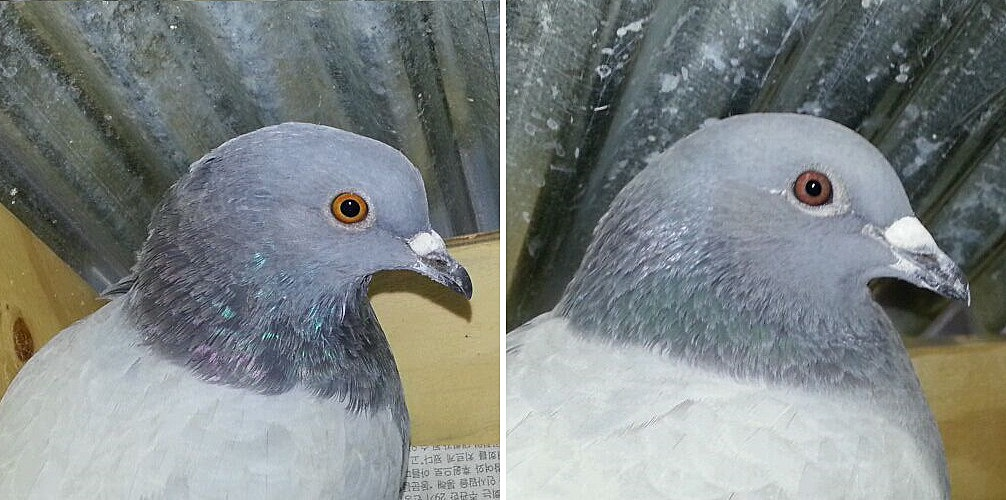
집비둘기(왼쪽)과 바위비둘기(오른쪽)

외관상으로는 바위비둘기는 큰 콧등, 긴 얼굴과 이마를 가지고 있는데 반해 집비둘기는 튀어나온 눈과 둥근 이마를 가지고 있다. 덩치도 바위비둘기가 조금 더 큰데, 성체 기준 바위비둘기는 500g ~ 600g 정도인 반면 집비둘기는 성체가 되어서도 400g에 미치지 못하는 등 크기가 바위비둘기보다 작다.
그에 비해 고환 크기는 집비둘기가 비둘기 중 가장 크며 바위비둘기보다 번식능력도 월등하다. 조류는 태양이 노출되는 시간에 따라 계절을 알아내 몸을 1년 중에 있을 번식이나 월동할 시기 등의 생리상태로 맞춰주는 광주기성에 특히 민감한데 바위비둘기가 광주기성에 민감한 반면 집비둘기는 광주기에 둔감한 데다가 짧은 광주기성을 갖고 있어 연중번식이 가능하다.

## 집비둘기와 도시공해
도시에 사는 비둘기들은 사람들에게 피해를 끼칠 수 있다. 도시 비둘기는 산성이 강한 배설물로 도시 곳곳을 오염시켜 자동차 변색등의 재산상의 피해를 입히는 것은 물론, 진균류로 건강에 큰 해를 줄 수 있다. 또한 먹이 경쟁에서 밀려난 비둘기들이 먹이를 먹기 위해 쓰레기 봉지를 뜯는 바람에 도시미관을 해칠 수도 있다.
대한민국에 집비둘기들이 급증하게 된 것은 20세기에 들어서부터이다. 1960년대 이후 많은 집비둘기들이 크고 작은 행사에 동원하기 위해 수입되었고, 사육농가 또한 급증하였다. 대표적으로 1986년 아시안 게임과 1988년 하계 올림픽에서 3000마리를 방생하였다는 기록이 있다.
인천광역시 부평구에서는 비둘기에게 모이를 주면 운동 부족으로 비만 비둘기가 되는 이유가 있어 비둘기에게 먹이를 주지 말아야 한다는 현수막을 내걸었으며, 서울특별시에서는 비둘기가 더 늘어나는 일이 없도록 행사용 방사를 하지 않을 방침이다.
스위스 바젤에서 비둘기들이 화단의 식물을 뜯어먹어, 1982년에만 4800만원어치의 재산 피해를 입히자, 규제프로그램을 실시, 1988년부터 지정된 장소에서만 먹이를 주게 하였다. 또한 비둘기집에 낳은 알은 모두 수거하여 비둘기 수를 2만마리에서 1만 마리로 줄일 수 있었다.
영국에서는 캔 리빙스턴 런던 시장이 트라팔가 광장에서 비둘기에게 모이를 주는 것을 금지하였고, 미국 뉴욕에서도 비둘기에게 먹이를 주지 말자는 법안이 심차 펠더 뉴욕 시의회 의원에 의해 추진되고 있다.